# Aguacatitla, Mazatlán Villa de Flores
Aguacatitla är en ort i Mexiko.   Den ligger i kommunen Mazatlán Villa de Flores och delstaten Oaxaca, i den sydöstra delen av landet, 290 km sydost om huvudstaden Mexico City. Aguacatitla ligger 1 086 meter över havet och antalet invånare är 889.
Terrängen runt Aguacatitla är bergig. Runt Aguacatitla är det ganska tätbefolkat, med 52 invånare per kvadratkilometer. Närmaste större samhälle är Huautla de Jiménez, 10,9 km norr om Aguacatitla. I omgivningarna runt Aguacatitla växer huvudsakligen savannskog.